# Іґо (музикант)
Родріґо Фомінс (латис. Rodrigo Fomins; більш відомий під псевдонімом Іґо (латис. Igo); *29 червня 1962 Лієпая) — радянський і латвійський музикант, співак, художник, автор більшості текстів пісень свого репертуару. Вокаліст латвійського гурту Corpus (1978-1980), а також культової рок-групи Līvi.

## Біографія
Народився 29 червня 1962 в Лієпаї. Повне ім'я артиста Родріго Фомінс, Іґо — його сценічне ім'я.
Мати Ірина Тіре — відома в Латвії художниця, фотограф. Зведений брат Іво Фомінс — музикант.
Закінчив музичну школу по класу скрипки, потім продовжив навчання в Лієпайському музичному коледжі [Архівовано 4 листопада 2016 у Wayback Machine.] на вокальному відділенні. З дитинства писав вірші і малював.
Починав свою сценічну кар'єру вокалістом латвійських груп Corpus (1978-1980), культової рок-групи Līvi (1980—1984), «Liepājas kvartets» (1983—1985), Remix (1985—1990) і американської Rīga (1990—1991).
У 1984 отримав звання «Найкращого соліста» на щорічному огляді Латвійської музики.
З композицією Раймонда Паулса на слова Іллі Рєзніка «Шлях до світла» Фомінс став лауреатом телевізійного фестивалю пісні «Пісня року» в 1986, а зі своєю піснею «Листи вітру» отримав лауреатство в 1987.
У 1986 завоював 2-е місце і приз глядацьких симпатій на міжнародному фестивалі «Людина і море» в Ростоку.
У 2015 був нагороджений Орденом Трьох Зірок за заслуги перед Вітчизною.

### Рок-опера, опера, мюзикл
У 1988 Фомінс виконав головну роль в рок-опері «Лачплесіс» (латис. «Lāčplēsis»).
У 1997 в Латвійській національній опері виконав головну роль Квазімодо в опері «Собор Паризької Богоматері» (латис. «Parīzes Dievmātes katedrāle»).
У 1998 співак виконав роль Джельсоміно в мюзиклі Яніса Лусенсьо (гурт «Зодіак») «Пригоди Джельсоміно в Країні брехунів» (латис. «Dželsamīno piedzīvojumi Melu zemē»).
У 2000 заспівав партію Віктора в опері «З троянди і крові» на музику Зигмара Лиепиньш, лібрето Каспара Дімітерса (латис. «No rozes un asinīm»).

### Сольна кар'єра
У 1990-х музикант розпочав сольну кар'єру. Співпрацював з відомими латвійськими композиторами: Раймондом Паулсом, Імантса Калниньш, Зігмаром Лиепиньш, Янісом Лусенсьо (гурт «Зодіак»). З гастрольними концертами співак об'їздив багато країн, серед яких Україна, Білорусь, Литва, Естонія, Грузія, Вірменія, Узбекистан, Бельгія, Люксембург, Німеччина, Австрія, Польща, Греція, Норвегія, Швеція, Фінляндія, США.
У січні 1998 випустив збірник найкращих пісень «Tas ir Igo» («Це Іґо») в два компакт-диска, і в 1999 — перший сольний альбом «Bet dzīvē viss ir savādāk …» («В житті все інакше …») .
За час творчої діяльності у музиканта випущено більше 10 сольних альбомів.
У травні 2000 Іґо потрапив у велику автокатастрофу, лікарі боролися за життя артиста, і після довгої реабілітації співак продовжив концертну діяльність.
Зі своїм творчим колективом Іґо продовжує гастролювати по всій Латвії. Щорічно виступає з сольними концертами на найкращих сценах країни: «Арена Рига», концертний зал «Дзинтарі».
У 2008 співак відзначив 30-річчя своєї творчої діяльності на сцені «Арена Рига».
У червні 2012 в Латвії з аншлагами пройшли ювілейні концерти Родріґо Фомінса, в яких брали участь композитори Раймонд Паулс, Зігмар Лиепиньш, Яніс Страздс, оперна співачка Евія Мартінсон, співаки Зігфрід Муктупавелс (гурт «Зодіак»), Андріс Ергліс, Артіс Дваріонас, музикант, який грає на латвійському народному інструменті канклес, Лайма Янсон, саксофоніст Зінтіс Жвартс, група Remix та інші, а також Відземський камерний оркестр під керуванням Андріса Вейсманіса.

## Дискографія

### З групою «Līvi»
- Aprīļa pilieni (LP, 1985)
- Iedomu pilsēta (LP, 1986)
- Iedomu pilsēta / Aprīļa pilieni (CD, 2006)

### З групою Remix
- Vēstule (LP, 1987)
- Remix (LP, 1988)
- Pie laika (LP, 1990)
- Remix Gold (CD, 1995, 2005)

### З Ієвою Акуратере
- Klusums starp mums (LP, 1991, CD, 2003)

### Альбоми
- Savādā pasaule (CD, 1997)
- Dželsomīno piedzīvojumi Melu zemē (MC, 1998)
- Tas ir Igo (2 CD, 1998)
- Bet dzīvē viss ir savādāk (CD, 1999)
- Trīs dienas (CD, 2001)
- Kā maigi dzelošs rožu krūms (CD, 2004)
- Mirkļa liecinieks (CD, 2005)
- Spēle (CD, 2008)
- Ieelpots (CD, 2009)
- Igo runā Mihaila Zoščenko stāstus (CD, 2010)
- Uguns (CD, 2010)
- Esmu mājās (CD, 2012)
- Pasaule Ziemassvētku krāsās (CD, 2012)
- Zeme (CD, 2013)

### DVD
- «Remix» (2009) — концерт Іґо і гурту Remix в залі «Дзинтарі»
- «Ieelpots» (2012) — концерт Іґо в Кам'яниці Чорноголових в Ризі